# Turquet Point
Der Turquet Point (englisch; französisch Pointe Turquet) ist eine Landspitze am nördlichen Ausläufer der Booth-Insel im Wilhelm-Archipel vor der Westküste der Antarktischen Halbinsel. Sie markiert die westliche Begrenzung der nördlichen Einfahrt zum Lemaire-Kanal.
Die erste Sichtung geht vermutlich auf den deutschen Polarforscher Eduard Dallmann zurück, der diese Gewässer zwischen 1873 und 1874 mit dem Auxiliarsegler Groenland befahren hatte. Teilnehmer der Vierten Französischen Antarktisexpedition (1903–1905) kartierten die Landspitze. Der Expeditionsleiter und Polarforscher Jean-Baptiste Charcot (1867–1936) benannte sie nach dem französischen Naturforscher Jean Turquet (1867–1945), der an der Forschungsreise beteiligt war. Das Advisory Committee on Antarctic Names übertrug die Benennung 1952 ins Englische.